# Nepeta ernesti-mayeri
Nepeta ernesti-mayeri Diklic & V.Nikolic – gatunek rośliny z rodziny jasnotowatych (Lamiaceae Lindl.). Występuje endemicznie w południowo-zachodniej Macedonii Północnej. Rośnie między innymi na terenie Parku Narodowego Galiczica.